# Джеладин Гюра
Джеладин Гюра (на албански: Xheladin Gjura) е албански просветен деец и министър на културата на Албания.

## Биография
Роден е в албанското положко село Шипковица, днес в Северна Македония. Работи като учител и началник на културата и просвета в Тетово. След това в 1948 година емигрира в Албания, където преминава специално обучение в службата за сигурност Сигурими, в лагер в околностите на Тирана. По-късно с група от 18 диверсанти е изпратен в Македония, където са настанени над село Шипковица. Открити са от югославската тайна служба за държавна сигурност. Напуска Македония, но пак се завръща в 1952 година. По-късно през пролетта на 1979 година с фалшив паспорт отива в Загреб, където се е среща за политическо споразумение с тогавашния председател на Изпълнителния съвет на Асамблеята на Тетово Менаф Незири и с други съмишленици от Кумановско, Тетовско и Косово. В 1980 година Гюра става министър на културата на Албания.